# El cas Braibanti
El cas Braibanti (títol original en italià, Il signore delle formiche) és una pel·lícula dramàtica biogràfica italiana del 2022 coescrita i dirigida per Gianni Amelio.
La pel·lícula va ser presentada a la competició principal de la 79a edició del Festival de Cinema de Venècia. Aquesta pel·lícula ha estat doblada al català.

## Sinopsi
Crònica de l'afer judicial de 1964-1968 que involucrava l'escriptor homosexual Aldo Braibanti, acusat d'haver manipulat mentalment dos amants.

## Repartiment
- Luigi Lo Cascio, com a Aldo Braibanti.
- Elio Germano, com a Ennio Scribani.
- Leonardo Maltese, com Ettore Tagliaferri.
- Davide Vecchi, com Riccardo Tagliaferri.
- Sara Serraiocco, com Graziella.
- Anna Caterina Antonacci, com la mare d'Ettore.
- Valerio Binasco, com a fiscal.